# ويليام فينتر
ويليام فينتر (24 أبريل 1843 - 22 أغسطس 1905)  (بالإنجليزية: William Winter)‏ هو لاعب كريكت بريطاني.